# 간노촌 (니가타현)
간노촌(神納村)은 니가타현 이와후네군에 있던 촌이다. 

## 역사
- 1889년 4월 1일 - 정촌제 시행에 의해 이와후네군 간노촌이 성립하였다.
- 1955년 1월 10일 - 히라바야시촌, 니시칸노촌과 합병해, 가미하야시촌이 되어 소멸하였다.

## 참고문헌
- 『市町村名変遷辞典』東京堂出版、1990年。